# 35534 Clementfeller
35534 Clementfeller este o planetă minoră (asteroid), cu un diametru de 16,842 km, din centura de asteroizi. A fost descoperită pe 20 martie 1998 la Stația Anderson Mesa de Lowell Observatory Near-Earth-Object Search și a fost numită după Clément Feller⁠(d). 
Obiectul prezintă o orbită caracterizată de o semiaxă mare de 3,1461267 UAi, o excentricitate de 0,2, o înclinație de 24,35453 ° în raport cu ecliptica.